# جان دیواین (بازیکن فوتبال، زاده ۱۹۳۳)
جان دیواین (انگلیسی: John Devine; ۹ ژوئیهٔ ۱۹۳۳ – مه ۲۰۱۷ (aged 83)) بازیکن فوتبال اهل بریتانیا بود.